# Acanthovalva
Acanthovalva es un género de polillas perteneciente a la familia Geometridae, descrito por primera vez por el lepidopterólogo alemán Martin Krüger en 2001. Acanthovalva contiene seis especies en la región afrotropical, incluyendo Madagascar y el Paleártico. Posiblemente, una especie adicional en la región Neártica, una en la región Oriental y una especie en Europa.

## Especies
- Acanthovalva bilineata (Warren, 1895)
- Acanthovalva capensis Krüger, 2001
- Acanthovalva focularia (Geyer, 1837)
- Acanthovalva inconspicuaria (Hübner, 1819)
- Acanthovalva itremo Krüger, 2001
- Acanthovalva magna Krüger, 2001